# Stadion Miejski „Stal” w Rzeszowie
Stadion Miejski „Stal” w Rzeszowie – stadion piłkarsko-żużlowy znajdujący się przy ul. Hetmańskiej 69 w Rzeszowie.

## Historia
Od 2006 roku obiekt jest własnością Miasta Rzeszowa i użytkuje go drużyna piłkarska Stali Rzeszów, Resovii oraz żużlowa drużyna H69 Speedway Rzeszów. Został wybudowany na początku II połowy XX wieku i był kilkakrotnie modernizowany.
W 2011 roku trwała procedura wyłonienia wykonawcy wschodniej zadaszonej trybuny o pojemności 4700 miejsc siedzących, w której znajdzie się również park maszyn dla zawodów żużlowych. Wybrano firmy Inżynieria Rzeszów i Alstat, które w czerwcu 2011 rozpoczęły prace budowlane. Trybuna została oddana 6 maja 2012 roku.
Od 10 września do końca roku 2017 mecze jako gospodarz w Rzeszowie rozgrywała Stal Stalowa Wola, ponieważ jej stadion był w przebudowie. Rundę wiosenną Stal rozgrywała na IzoArenie w Boguchwale.

## Mecze
Na Stadionie Miejskim w Rzeszowie swoje mecze rozgrywa piłkarska drużyna Stali Rzeszów, oraz Resovii Rzeszów. W 2009 roku odbyły się tutaj mecze eliminacyjne do Mistrzostw Europy kobiet U-17, w których brała udział także reprezentacja Polski. 7 października 2021 roku na Stadionie Miejskim w Rzeszowie został rozegrany mecz Elite League U-20 pomiędzy reprezentacją Polski a drużyną narodową Niemiec, spotkanie zakończyło się wynikiem bezbramkowym.

### Mecze eliminacyjne ME Kobiet U-17
| Nr | Data spotkania       | Mecz               | Wynik meczu |
| -- | -------------------- | ------------------ | ----------- |
| 1  | 22 października 2009 | Polska vs Bułgaria | 2:0         |
| 2  | 24 października 2009 | Bułgaria vs Belgia | 1:7         |
| 3  | 27 października 2009 | Belgia vs Polska   | 1:1         |

### Mecze Elite League U-20
| Nr | Data spotkania      | Mecz             | Wynik meczu |
| -- | ------------------- | ---------------- | ----------- |
| 1  | 7 października 2021 | Polska vs Niemcy | 0:0         |

Źródło: uefa.com